# Jacobellus de Salerne
Jacobellus dit « Muriolus » de Salerne est un scribe et un enlumineur italien du XIIIe siècle. Il est identifié par les colophons de deux graduels conservés au Conservatoire royal de Bruxelles et au J. Paul Getty Museum de Los Angeles. La réalisation des deux manuscrits a été située à Bologne vers 1270. Ils proviennent apparemment d'un monastère féminin dominicain dont sont issues d'autres œuvres enluminées également attribuées à l'artiste.